# Pitkäsaari (ö i Finland, Södra Savolax, S:t Michel, lat 61,79, long 26,66)
Pitkäsaari är en ö i Finland. Den ligger i sjön Puula och i sjön Puula och i kommunen Hirvensalmi i den ekonomiska regionen  S:t Michel och landskapet Södra Savolax, i den södra delen av landet, 200 km nordost om huvudstaden Helsingfors. Öns area är 2,8 hektar och dess största längd är 0,5 kilometer i nord-sydlig riktning.